# Heinrich Adolf von Bardeleben
Heinrich Adolf von Bardeleben (Francoforte sull'Oder, 1º marzo 1819 – Berlino, 24 settembre 1895) è stato un chirurgo e generale tedesco.

## Biografia
Studiò medicina presso le università di Heidelberg, Giessen, Parigi e Berlino, conseguendo il suo dottorato nel 1841 con una tesi sulla costruzione delle ghiandole endocrine. Nel 1848 diventò professore associato a Gießen e professore ordinario di chirurgia presso l'Università di Greifswald (1849). Nel 1868 ritornò a Berlino, dove lavorò presso la Charité fino alla sua morte avvenuta il 24 settembre 1895.
Conosciuto per le due nuove procedure chirurgiche, viene accreditato come uno dei primi a introdurre la metodologia di Joseph Lister per il trattamento antisettico delle ferite. Durante la guerra austro-prussiana (1866) e la guerra franco-prussiana (1870-71) egli servì da Generalarzt.
Sua figlia, Mite Kremnitz (nata Marie von Bardeleben), era una autrice tedesca.

## Opere
- Observationes microscopicae de glandularum ductu excretorio carentium structura, deque earundem functionibus experimenta, 1841
- Lehrbuch yrtsthder Chirurgie und Operationslehre. Besonders für das Bedürfnis der Studierenden, 1852-1882
- Über die konservative Richtung der neueren Chirurgie, 1855
- Rückblick auf die Fortschritte der Chirurgie in der zweiten Hälfte dieses Jahrhunderts, 1876
- Über die Bedeutung wissenschaftlicher Studien für die Ausbildung der Ärzte, 1876
- Rede zur Gedächtnisfeier der Friedrich-Wilhelms-Universität zu Berlin, 1877
- Über die Theorie der Wunden und die neueren Methoden der Wundbehandlung 1878
- Über die kriegschirurgische Bedeutung der neuen Geschosse, 1892